# (3295) Murakami
(3295) Murakami (1983 NE; 1979 QO8; 1970 PF; 1957 UH; 1950 DH) ist ein ungefähr 13 Kilometer großer Asteroid des mittleren Hauptgürtels, der am 17. Februar 1950 vom Astronomen Karl Wilhelm Reinmuth aus der Bundesrepublik Deutschland an der Landessternwarte Heidelberg-Königstuhl auf dem Westgipfel des Königstuhls bei Heidelberg (IAU-Code 024) entdeckt wurde.

## Benennung
Der Asteroid (3295) Murakami wurde nach Murakami Tadayoshi (1907–1985) benannt, der Professor für Astronomie an der Universität Hiroshima und Präsident der Hiroshima Jogakuin University war. Er studierte Meteore und ermutigte damit viele Meteorbeobachter in Japan. Er trug viel zur Popularisierung der Astronomie in Japan bei, nicht nur durch seine Vorlesungen an Universitäten, sondern auch durch das Schreiben zahlreicher Bücher und Artikel über einen Zeitraum von 50 Jahren. Sein Vater war der Physiker und Astronom Murakami Harutarō (1872–1947), nach dem der Mondkrater Murakami benannt ist. Murakami Harutarō studierte Modifizierte Newtonsche Dynamik und ist bekannt für sein Werk Theory of the Perturbation of the Moon. Die Benennung wurde vom japanischen Astronomen Takeshi Urata vorgeschlagen, der die Bahn des Asteroiden endgültig identifizierte.